# Amphiroa crustiformis
Amphiroa crustiformis E.Y. Dawson, 1963  é o nome botânico  de uma espécie de algas vermelhas marinhas pluricelulares do gênero Amphiroa.

## Sinonímia
Não apresenta sinônimos.